# Molson Indy Vancouver

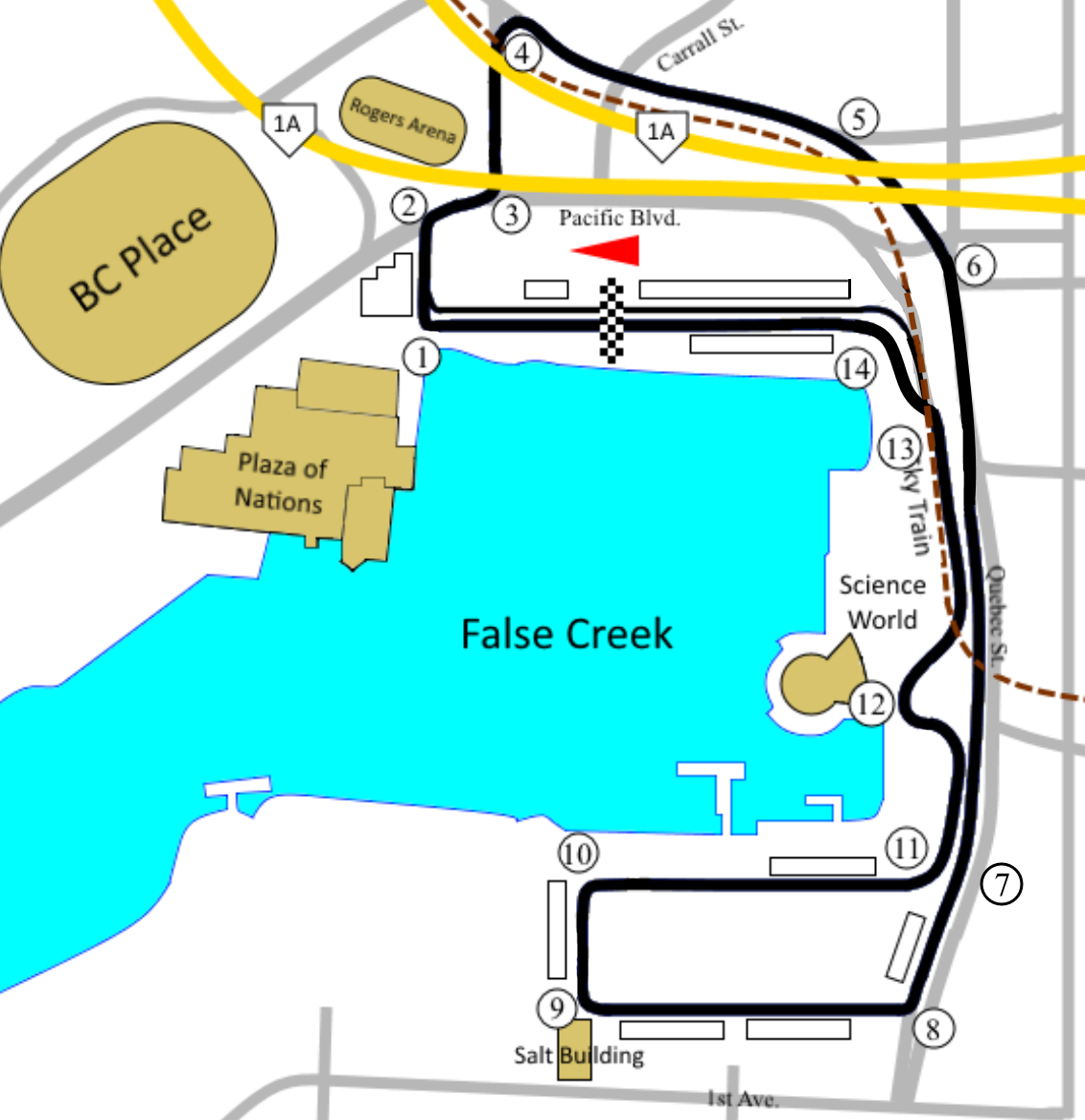
Rennstrecke in Vancouver ab 1999

Das Molson Indy Vancouver war ein Automobilrennen auf den Streets of Vancouver in Vancouver, British Columbia, Kanada. Es gehört von 1990 bis 2004 zur höchsten Kategorie im American Championship Car Racing und fand jährlich statt.

## Alle Sieger der Champ Car Rennen
| Jahr | Sieger             | Auto                  |
| ---- | ------------------ | --------------------- |
| 1990 | Al Unser Jr.       | Lola-Chevrolet        |
| 1991 | Michael Andretti   | Lola-Chevrolet        |
| 1992 | Michael Andretti   | Lola-Ford-Cosworth    |
| 1993 | Al Unser Jr.       | Lola-Chevrolet        |
| 1994 | Al Unser Jr.       | Penske-Ilmor          |
| 1995 | Al Unser Jr.       | Penske-Mercedes       |
| 1996 | Michael Andretti   | Lola-Ford             |
| 1997 | Maurício Gugelmin  | Reynard-Mercedes      |
| 1998 | Dario Franchitti   | Reynard-Honda         |
| 1999 | Juan Pablo Montoya | Reynard-Honda         |
| 2000 | Paul Tracy         | Reynard-Honda         |
| 2001 | Roberto Moreno     | Reynard-Toyota        |
| 2002 | Dario Franchitti   | Lola-Honda            |
| 2003 | Paul Tracy         | Reynard-Ford-Cosworth |
| 2004 | Paul Tracy         | Lola-Ford-Cosworth    |